# Hans Fordell den yngre
Hans Fordell, död mellan 1600 och 1606, var en landsköpman och riksdagsman bosatt i Österbotten.
Hans Fordell var son till Hans Fordell den äldre och var liksom fadern länsman i Pedersöre. Han omtalas första gången 1576 då han åtalades för övergrepp mot en skjutsbonde. 1578 stod han till svars för en leverans till fadern under Erik XIV:s tid. Han vistades emellanåt i Stockholm, troligen då främst handelsresor. 1595 utsågs han till att delta i gränsregleringen mot Ryssland, men det är oklart om han kom att delta, redan hösten samma år närvarade han i stället vid riksdagen i Söderköping. Känd blev han dock främst genom sin inblandning i Klubbekriget. Redan under riksdagen i Söderköping framstod han som en av upprorsmakarna och i ett brev i december 1595 varnar Clas Eriksson Fleming österbottningarna för att lyssna på Hans Fordell, som avsattes som länsman och därefter för sin säkerhets skull valde att uppehålla sig i Sverige. Hans inblandning i själva utbrottet av upproret ganska osäker. Efter att upproret slagits slagits ned plundrades hans gård och förlänades bort. Efter Clas Eriksson Flemings död återvände han dock till Österbotten, och deltog på ett landsting i Mustasaari där han undertecknade en skrivelse till den nye ståthållaren Arvid Eriksson (Stålarm) där de ursäktade upproret och förklarade sig lojala mot kungen. Han råkade dock inte i onåd sedan hertigen slutligen vunnit makten, och var den enda allmogemannen från Finland som satt i domstolen i Linköping 1600.